# Зимска бајка
Зимска бајка (енгл. The Winter's Tale) јесте комедија Виљема Шекспира. Први пут је штампана 1623. године.

## Жанр
Иако је била сврстана међу комедијама, многи модерни уредници су прекласификовали представу као једну од Шекспирових касних романси. Неки критичари сматрају да је то једна од Шекспирових „проблематичних драма“ јер су прва три чина испуњена интензивном психолошком драмом, док су последња два чина комична и пружају срећан крај.

## Ликови
| На Сицилији Леонт – краљ Сицилије и пријатељ из детињства Поликсена, краља Чешке. Хермиона – врла и лепа краљица Сицилије. Камило – честити сицилијански племић. Паулина - племкиња са Сицилије. Антигон – Паулинин муж, а такође и одани пријатељ Хермионе. Мамилије – млади принц Сицилије, Леонтов и Хермионин син. Емилија – једна од Хермиониних дворкиња. | У Чешкој Поликсен – краљ Чешке и Леонтов пријатељ из детињства. Флоризел – Поликсенов једини син и наследник. Пердита – ћерка Леонта и Хермионе, несвесна свог краљевског порекла. Пастир – стари и честити узгајивач оваца. Кловн – или Млади пастир, син Старог пастира, и Пердитин усвојени брат. Аутолик - скитница и џепарош. Мопса – пастирица, заљубљена у младог пастира. Доркас – пастирица, заљубљена у младог пастира. |

## Радња
Представа почиње сусретом двојице пријатеља из детињства: Леонта, краља Сицилије, и Поликсена, краља Чешке. Поликсен је у посети краљевству Сицилије и ужива у усспоменама са својим старим пријатељем. Међутим, после девет месеци, Поликсен жуди да се врати у своје краљевство како би се вратио својим пословима и видео свог сина. Леонт не може да убеди Поликсена да остане дуже, и одлучује да пошаље своју жену, краљицу Хермиону, да покуша да га убеди. Хермиона се слаже и са три кратка говора успева. Леонт је изненађен што је Хермиона могла тако лако да убеди Поликсена, па почиње да сумња да је његова трудна жена имала аферу са другим краљем. Леонт наређује Камилу, сицилијанском великашу, да отрује Поликсена. Камило уместо тога упозорава Поликсена и обојица беже у Чешку.
Бесан због њиховог бекства, Леонт сада јавно оптужује своју жену за неверство и изјављује да дете које носи мора да је Поликсеново копиле. Баца је у затвор, упркос протеста својих племића, и шаље двојицу својих великаша, Клеомена и Диона, у Пророчиште у Делфима да потврди своје сумње. У међувремену, краљица рађа девојчицу, а њена одана пријатељица Паулина одводи бебу краљу, у нади да ће му поглед на дете омекшати срце. Он се, међутим, све више љути и наређује Паулинином мужу, господару Антигону, да узме дете и остави га на пустом месту. Клеомен и Дион се враћају из Делфа са вестима из Пророчишта и проналазе Хермиону на суђењу, тврдећи да је невина. Пророчиште категорички наводи да су Хермиона и Поликсен невини, да је Камило поштен човек и да Леон неће имати наследника док се његова изгубљена ћерка не пронађе. Леонт одбија да верује у пророчиште, али убрзо сазнаје да је његов син Мамилије умро од депресије изазване оптужбама против његове мајке. На то, Хермиона пада у несвест и однесе је Паулина, која потом сломљеном и покајаном краљу јавља о краљичиној смрти. Леонт се заклиње да ће провести остатак својих дана искупљујући се за губитак сина, напуштену кћер и краљицу.
У међувремену, Антигон оставља бебу на обали Чешке, извештавајући да му се Хермиона указала у сну и рекла му да девојчицу назове Пердита. Он оставља завежљај поред бебе са златом и другим ситницама које сугеришу да је беба племените крви. Изненада се појављује силовита олуја која је разбила брод на коме је стигао Антигон. Жели да се сажали на дете, али га отерају у једној од најпознатијих Шекспирових сценских режија: „Излази, гоњен медведом“. Пердиту спасавају пастир и његов син, такође познат као "Кловн".
Улази „Време” и најављује пролазак шеснаест година. Камило, сада у служби Поликсена, моли чешког краља да му дозволи повратак на Сицилију. Поликсен одбија и извештава Камила да се његов син, принц Флоризел, заљубио у нискорођену пастирицу, Пердиту. Предлаже Камилу да се преруше и присуствују прослави стрижења оваца где ће се Флоризел и Пердита верити. На гозби, коју приређује Стари пастир који се обогатио захваљујући злату у завежљају, торбар Аутолик оџепари Младог пастира и, у разним обличјима, забавља госте развратним песмама и ситницама које продаје. Поликсен и Камило гледају, прерушени, како се Флоризел (под маском пастира по имену Дорикле) и Пердита вере. Поликсен скида своју маску и интервенише, претећи Старом пастиру и Пердити мучењем и смрћу и наређујући свом сину да никада више не види пастирову ћерку. Камило, који још увек чезне за својом родном земљом, планира да пошаље Флоризела и Пердиту на Сицилију, тако да ће га Поликсен повести са собом када их буде прогонио. Љубавници путују бродом за Сицилију, као и два пастира и Аутолик.
На Сицилији је Леонт још увек у жалости. Клеомен и Дион моле га да оконча своје време покајања јер је краљевству потребан наследник. Паулина, међутим, убеђује краља да заувек остане неожењен, јер ниједна жена не може да се мери са покојном Хермионом. Флоризел и Пердита стижу и Леонт их одушевљено поздравља. Флоризел се претвара да је у дипломатској мисији свог оца, али му је параван уништен када Поликсен и Камило такође стигну на Сицилију. О сусрету и помирењу краљева и принчева извештавају господа са сицилијанског двора: како је Стари пастир подигао Пердиту, како је Антигон дочекао свој крај, како је Леонт био пресрећан што се поново састао са својом ћерком и како је молио Поликсена за опроштај. Стари пастир и Млади пастир, које су краљеви сада поставили за господу, сусрећу се са Аутоликом, који их моли за опроштај за своју превару. Леонт, Поликсен, Камило, Флоризел и Пердита затим одлазе у Паулинину кућу на селу, где је Хермионина статуа управо завршена. Поглед на лик његове жене чини Леонта избезумљеним, али тада, на опште чуђење, статуа показује знаке живота; то је Хермиона, чудесно враћена у живот — или једноставно која је живела повучено са Паулином последњих шеснаест година. Како се представа завршава, Пердита и Флоризел су верене, а цело друштво слави чудо. Упркос овом срећном крају типичном за Шекспирове комедије и романсе, утисак неправедне смрти младог принца Мамилија остаје до краја, као елемент неискупљене трагедије, поред година потрошених у раздвојености.